# Cantwell (Alaska)

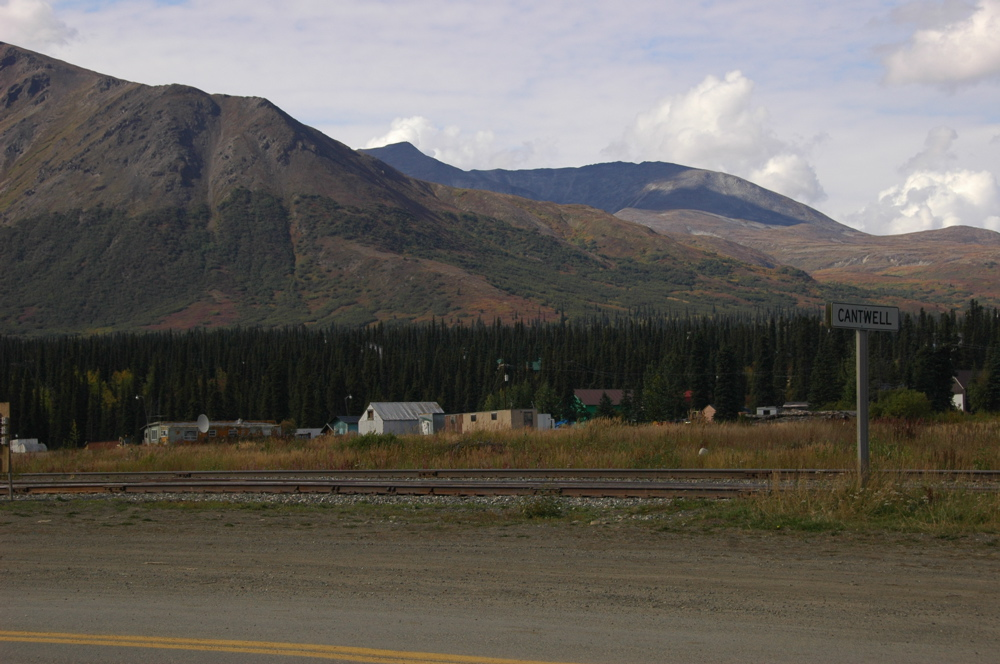
Cantwell, Alaska. Bahngleis der Alaska Railroad im Vordergrund

Cantwell (auch Cantwell CDP) ist ein Ort und ein Census-designated place (CDP) im Denali Borough in Alaska in den Vereinigten Staaten. Das U.S. Census Bureau hat bei der Volkszählung 2020 eine Einwohnerzahl von 200 ermittelt.

## Geografie
Cantwell liegt am George Parks Highway am westlichen Ende des Denali Highway etwa 211 Meilen nördlich von Anchorage und 28 Meilen südlich des Denali-Nationalparks. Ein Teil des Gebietes ist am Streckennetz der Alaska Railroad angeschlossen. In Cantwell herrscht ein kontinentales Klima mit langen kalten Wintern und relativ warmen Sommern.

## Geschichte
Das Gebiet wurde nach dem Cantwell River, welcher der frühere Name des Nenana Rivers war, benannt. Die Gegend wurde erstmals von nomadischen Indianern besiedelt, die im Binnenland Alaskas fischten und jagten. Cantwell begann als eine Bedarfshaltestelle (Flag Stop) der Alaska Railroad. Oley Nicklie und seine beiden Brüder waren die ersten Indianer, die sich in dem Gebiet niederließen, nachdem sie bei der Railroad Arbeit fanden. Ein bundesweit anerkanntes Indianerreservat – das Native Village of Cantwell – liegt in dem Gebiet. Die Indianer sind hauptsächlich vom Stamme der Ahtna, einer Gruppe der Alaska Athabasken. Seit 1980 ist Cantwell ein census-designated place.

## Demografie
Zum Zeitpunkt der Volkszählung im Jahre 2000 (U.S. Census 2000) hatte Cantwell CDP 222 Einwohner auf einer Landfläche von 306,3 km². Das Durchschnittsalter betrug 40,0 Jahre (nationaler Durchschnitt der USA: 35,3 Jahre). Das Pro-Kopf-Einkommen (engl. per capita income) lag bei US-Dollar 22.615 (nationaler Durchschnitt der USA: US-Dollar 21.587). 2,0 % der Einwohner lagen mit ihrem Einkommen unter der Armutsgrenze (nationaler Durchschnitt der USA: 12,4 %). 16,7 % der Einwohner sind deutscher-, 14,9 % irischer- und 11,3 % sind englischer Abstammung. 27 % der Einwohner von Cantwell sind Nachkommen der Ureinwohner Alaskas. 

## Wirtschaft und Infrastruktur
Cantwells Wirtschaft basiert auf Highway-Tourismus und Transportwesen. Saisonbedingte Arbeitsmöglichkeiten bietet das Baugewerbe. Die meisten der indianischen Einwohner sind auf zusätzliche Einnahmequellen wie Fischen und Jagen angewiesen. Cantwell ist über das Straßennetz, die Eisenbahn und den Flugverkehr zugänglich. Der George Parks Highway verbindet die Gegend mit Fairbanks und Anchorage. Der Denali Highway verbindet den Denali-Nationalpark nur während der Sommermonate mit dem Richardson Highway. Für den Flugverkehr stehen eine öffentliche sowie zwei im Privatbesitz befindliche Start- und Landebahnen zur Verfügung. Ferner gibt es im Iglu einen im Privatbesitz befindlichen Hubschrauber-Landeplatz. Die Alaska Railroad bietet immer noch Zugverbindungen an. In der Gegend gibt es eine Schule, die von 35 Schülern besucht wird. Die medizinische Versorgung wird in erster Linie durch die Cantwell Clinic sichergestellt.